# Bas-en-Basset
Pour les articles homonymes, voir Basset.
Bas-en-Basset (prononciation : /bas ɑ̃ basɛ/) est une commune française située dans le département de la Haute-Loire en région Auvergne-Rhône-Alpes.

## Géographie
La commune est traversée par la Loire, le fleuve marquant la limite communale sur deux sections distinctes au sud-est et à l'est. Une plaine avec des étangs s'étend depuis la Loire jusqu'à des collines à l'ouest. Ces étangs se sont formés après l'exploitation intensive des sables de la Loire. Les cavités exploitées à l'époque se sont remplies d'eau et abritent une faune et une flore protégées.
La commune est par ailleurs limitrophe du département de la Loire au nord-est.

### Localisation
La commune de Bas-en-Basset se trouve dans le département de la Haute-Loire, en région Auvergne-Rhône-Alpes et est limitrophe du département de la Loire
Elle se situe à 50 km par la route du Puy-en-Velay, préfecture du département, et à 25 km d'Yssingeaux, sous-préfecture

### Communes proches et limitrophes
Les communes les plus proches sont, : 
Valprivas (5,1 km), Monistrol-sur-Loire (5,2 km), Beauzac (5,3 km), Malvalette (6,7 km), Rozier-Côtes-d'Aurec (7,3 km), La Chapelle-d'Aurec (8,3 km), Saint-Hilaire-Cusson-la-Valmitte (8,7 km), Saint-Maurice-de-Lignon (9,4 km).
| Saint-Hilaire-Cusson-la-Valmitte Loire | Rozier-Côtes-d'Aurec Loire | Malvalette          |
| Valprivas                              | Bas-en-Basset              | La Chapelle-d'Aurec |
| Tiranges                               | Beauzac                    | Monistrol-sur-Loire |

### Climat
Pour des articles plus généraux, voir Climat d'Auvergne-Rhône-Alpes et Climat de la Haute-Loire.
En 2010, le climat de la commune est de type climat océanique dégradé des plaines du Centre et du Nord, selon une étude du Centre national de la recherche scientifique s'appuyant sur une série de données couvrant la période 1971-2000. En 2020, Météo-France publie une typologie des climats de la France métropolitaine dans laquelle la commune est exposée à un climat de montagne ou de marges de montagne et est dans la région climatique Nord-est du Massif Central, caractérisée par une pluviométrie annuelle de 800 à 1 200 mm, bien répartie dans l’année.
Pour la période 1971-2000, la température annuelle moyenne est de 10,6 °C, avec une amplitude thermique annuelle de 16,7 °C. Le cumul annuel moyen de précipitations est de 728 mm, avec 8,3 jours de précipitations en janvier et 6,5 jours en juillet. Pour la période 1991-2020, la température moyenne annuelle observée sur la station météorologique installée sur la commune est de 11,2 °C et le cumul annuel moyen de précipitations est de 754,1 mm,. Pour l'avenir, les paramètres climatiques de la commune estimés pour 2050 selon différents scénarios d'émission de gaz à effet de serre sont consultables sur un site dédié publié par Météo-France en novembre 2022.
| Mois                                  | jan.           | fév.           | mars            | avril         | mai             | juin           | jui.           | août           | sep.            | oct.          | nov.             | déc.           | année     |
| ------------------------------------- | -------------- | -------------- | --------------- | ------------- | --------------- | -------------- | -------------- | -------------- | --------------- | ------------- | ---------------- | -------------- | --------- |
| Température minimale moyenne (°C)     | −1,7           | −1,8           | 0,3             | 2,7           | 6,8             | 10,3           | 11,6           | 11,4           | 8,3             | 6,1           | 2,1              | −0,6           | 4,6       |
| Température moyenne (°C)              | 3              | 4              | 7,2             | 9,9           | 14              | 18             | 19,8           | 19,8           | 15,7            | 12,1          | 6,9              | 3,8            | 11,2      |
| Température maximale moyenne (°C)     | 7,7            | 9,8            | 14,1            | 17,1          | 21,3            | 25,6           | 28             | 28,2           | 23,1            | 18,1          | 11,7             | 8,2            | 17,7      |
| Record de froid (°C) date du record   | −29 09.01.1985 | −19,5 06.02.12 | −21,5 01.03.05  | −9,5 08.04.03 | −3,1 03.05.1982 | 0,2 06.06.1989 | 2,5 22.07.1980 | 0,5 30.08.1998 | −1,6 08.09.1985 | −9 31.10.1997 | −12,5 23.11.1998 | −16,5 20.12.09 | −29 1985  |
| Record de chaleur (°C) date du record | 19,1 04.01.22  | 23,5 16.02.19  | 28,5 25.03.1981 | 30 30.04.05   | 35,2 22.05.22   | 38,2 29.06.19  | 41,5 07.07.15  | 40,1 24.08.23  | 37 14.09.1987   | 32,3 09.10.23 | 24,9 02.11.20    | 20 08.12.10    | 41,5 2015 |
| Précipitations (mm)                   | 43             | 31,5           | 37              | 60,2          | 82,6            | 77             | 76,3           | 71,3           | 75,3            | 79,8          | 75,8             | 44,3           | 754,1     |

## Urbanisme

### Typologie
Au 1er janvier 2024, Bas-en-Basset est catégorisée bourg rural, selon la nouvelle grille communale de densité à sept niveaux définie par l'Insee en 2022.
Elle appartient à l'unité urbaine de Monistrol-sur-Loire, une agglomération intra-départementale regroupant deux  communes, dont elle est une commune de la banlieue,,. Par ailleurs la commune fait partie de l'aire d'attraction de Saint-Étienne, dont elle est une commune de la couronne,. Cette aire, qui regroupe 105 communes, est catégorisée dans les aires de 200 000 à moins de 700 000 habitants,.

### Occupation des sols
L'occupation des sols de la commune, telle qu'elle ressort de la base de données européenne d’occupation biophysique des sols Corine Land Cover (CLC), est marquée par l'importance des forêts et milieux semi-naturels (46,5 % en 2018), une proportion sensiblement équivalente à celle de 1990 (46,3 %). La répartition détaillée en 2018 est la suivante : 
forêts (43,8 %), zones agricoles hétérogènes (26,7 %), prairies (15,1 %), zones urbanisées (6,8 %), eaux continentales (2,9 %), milieux à végétation arbustive et/ou herbacée (2,7 %), espaces verts artificialisés, non agricoles (1,2 %), zones industrielles ou commerciales et réseaux de communication (0,8 %). L'évolution de l’occupation des sols de la commune et de ses infrastructures peut être observée sur les différentes représentations cartographiques du territoire : la carte de Cassini (XVIIIe siècle), la carte d'état-major (1820-1866) et les cartes ou photos aériennes de l'IGN pour la période actuelle (1950 à aujourd'hui).

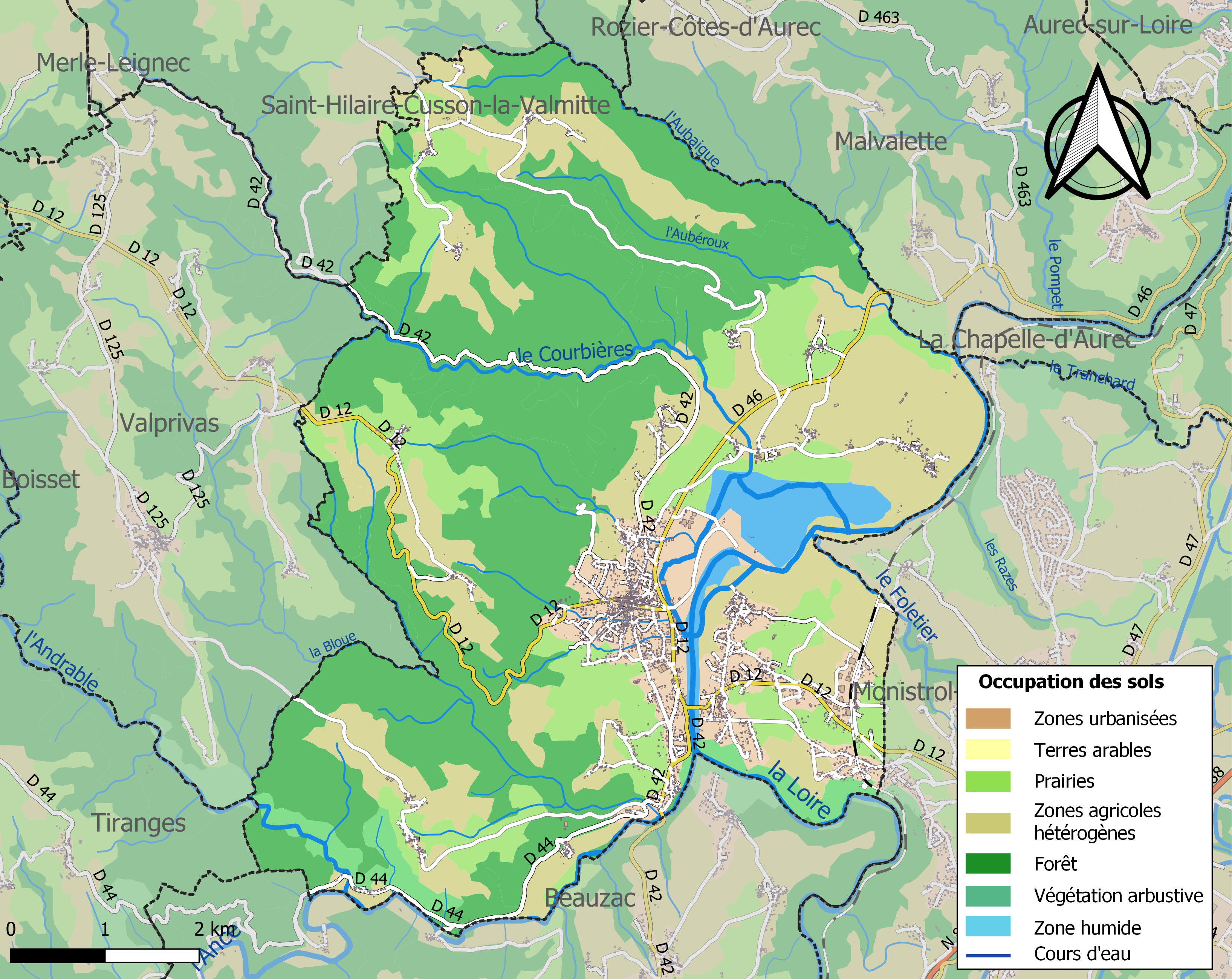
Carte des infrastructures et de l'occupation des sols de la commune en 2018 (CLC).
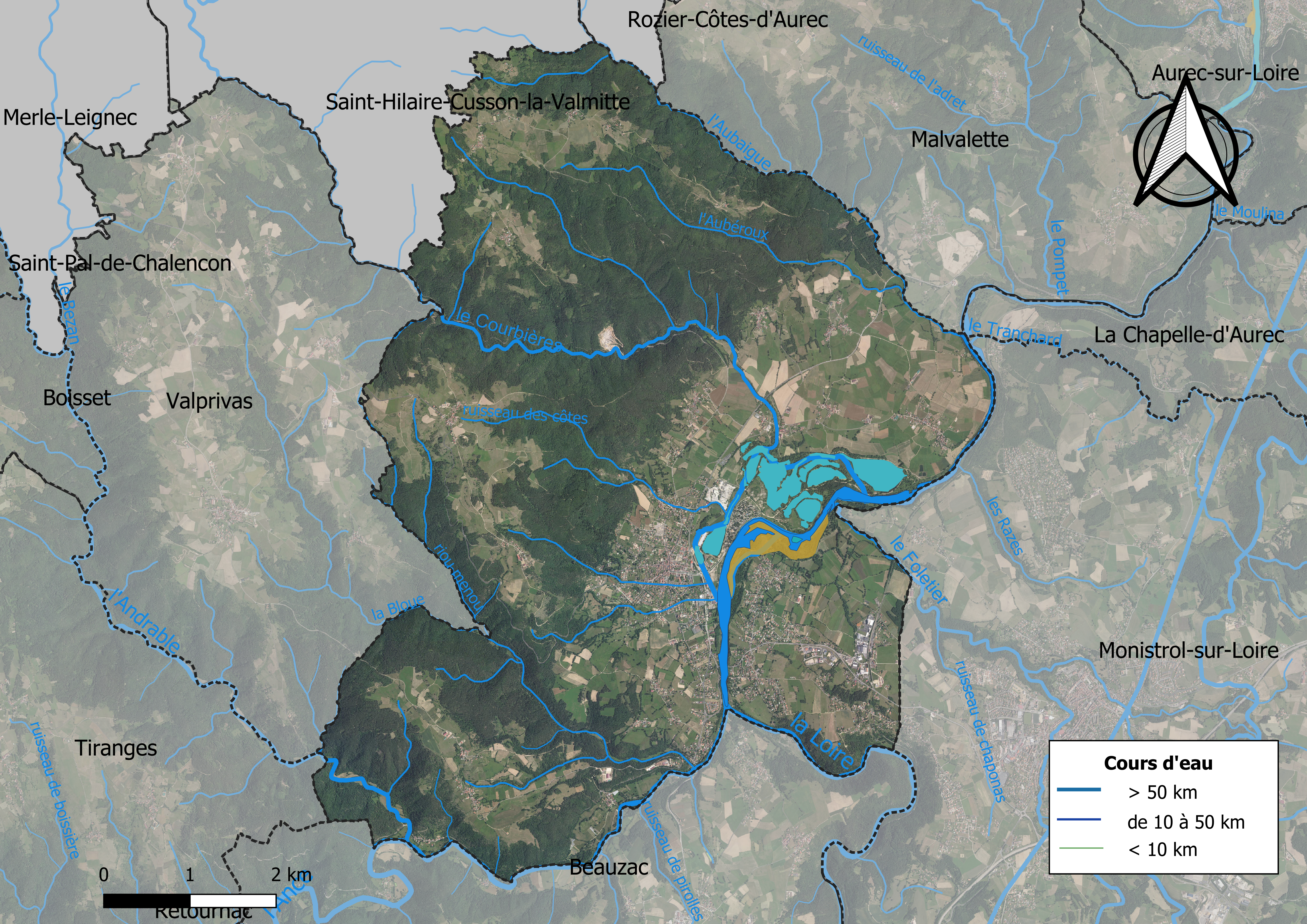
Carte orthophotographique de la commune.

### Lieux-dits
Bas-en-Basset est composée de plusieurs villages (44 lieux-dits).
Sur sa partie rive-gauche :
- Bas. Partie administrative du bourg dans lequel se trouvent mairie et écoles, limitée par la Loire à l'est

- Lamure
- Loudun
- Labiec
- Os
- Fouilloux
- Ranchevoux
- Coutanson
- Tézenac
- Montméat
- Le Roure
- Saint-Julien
- Nave
- Navogne
- Ancette. Située au bord de l'Ance
- Crémerolles
- la Roche
- Pizet
- Lacombe
- Lavoux

Sur sa partie rive-droite :
- Gourdon
- Basset
- les Salles
- Gournier, partagé avec la commune de Monistrol-sur-Loire, de même que la gare.

### Habitat et logement
En 2018, le nombre total de logements dans la commune était de 101, alors qu'il était de 100 en 2013 et de 85 en 2008.
Parmi ces logements, 46,5 % étaient des résidences principales, 46,5 % des résidences secondaires et 6,9 % des logements vacants. Ces logements étaient pour 95 % d'entre eux des maisons individuelles et pour 5 % des appartements.
Le tableau ci-dessous présente la typologie des logements à Bas-en-Basset en 2018 en comparaison avec celle de la Haute-Loire et de la France entière. Une caractéristique marquante du parc de logements est ainsi une proportion de résidences secondaires et logements occasionnels (46,5 %) supérieure à celle du département (16,1 %) et à celle de la France entière (9,7 %). Concernant le statut d'occupation de ces logements, 73,7 % des habitants de la commune sont propriétaires de leur logement (73,2 % en 2013), contre 70 % pour la Haute-Loire et 57,5 pour la France entière.
| Typologie                                               | Bas-en-Basset | Haute-Loire | France entière |
| ------------------------------------------------------- | ------------- | ----------- | -------------- |
| Résidences principales (en %)                           | 46,5          | 71,5        | 82,1           |
| Résidences secondaires et logements occasionnels (en %) | 46,5          | 16,1        | 9,7            |
| Logements vacants (en %)                                | 6,9           | 12,4        | 8,2            |

### Voies de communication et transports
- En voiture : par la RN 88 venant de Saint-Étienne ou d'Yssingeaux sortie Bas-en-Basset[14].
- En train : gare de Bas - Monistrol, ligne Saint-Étienne — Le Puy-en-Velay.
- En autobus : ligne régulière Bas-en-Basset — Saint-Étienne.

## Histoire

### Préhistoire
Malgré la découverte de silex datant du Néolithique près de la Loire, il n'y a aucune preuve d'une occupation permanente du territoire aux temps préhistoriques.[réf. nécessaire]

### Antiquité
La commune de Bas-en-Basset est située dans le nord de l'ancien territoire des Vellaves, proche du territoire des Ségusiaves. À cette époque, s'y trouve une sorte de « pôle » proto-urbain comprenant trois sites proches les uns des autres, avec d'ouest en est :  le « Mont Malorum », site fortifié sur une éminence surplombant la plaine ; à Basset, une agglomération ouverte en rive droite (côté est) de la Loire, occupée principalement pendant le IIe siècle av. J.-C. ; et à Bas, une autre agglomération ouverte en rive gauche de la Loire,.
Selon Lauranson (2012), les premières mentions du Mont Malorum dans la littérature archéologique sont de l'abbé J.-M. Theillère (1882), et des fouilles mentionnées par A. Boudon-Lashermes dont les écrits retiennent la mention d'une « grosse cargaison » d'amphores et de poteries celtiques. Vers les années 1980  L. Simonnet et Y. Theillère y font des prospections qui ont livré de modestes quantités de mobilier ; des sondages par L. Simonnet n'ont rien révélé. Son extension maximale serait comprise entre quatre et six hectares.[réf. nécessaire] Outre les amphores et poteries mentionnées plus haut. Après l'invasion romaine, le Mont Malorum est voué à l'exploitation agricole jusqu'à la fin du XIXe siècle.[réf. nécessaire]
Dans la plaine, par contre, la spécialité fut « durant des millénaires » la poterie, grâce au gisement d'argile de Ranchevoux, exploité en souterrain, et ce encore jusqu'à la fin du XIXe siècle.
Le nom Bas trouverait son origine dans la présence d'un consul romain nommé Caius Bassus, propriétaire de biens dans le Territorium Bassence.[source insuffisante] Le Bas-en-Basset gallo-romain, dans la plaine, parait avoir été important : traversé par une route, on y a retrouvé des colonnes ; une stèle funéraire ; des monnaies ; des objets divers originaires de la région ou de la Gaule ; et certains autres qui ornaient habituellement les temples romains.[source insuffisante]
Le Velay est ravagé lors des invasions barbares  par les Vandales, les  Burgondes, les Wisigoths. Il passe ensuite sous domination franque.[réf. nécessaire]

### Moyen Âge
Bas est lié à la seigneurie de Rochebaron, dont le château est bâti au XIe siècle sur un éperon en bordure du Mont Malorum, à 650 mètres d'altitude, dominant de plus de 200 mètres le cours de la Loire et la plaine. Il est fortement remanié au XVe siècle.
Citons quelques seigneurs moyenâgeux du lieu, sans trop entrer dans les détails :
- Guillaume (Willemus) de Rochebaron (960-1030), chevalier, marié avec Alengargise de Beaumont[réf. nécessaire] ;
- Pons Ier de Rochebaron (~1010-~1070), seigneur de Rochebaron, marié avec ??, trois enfants : Lambert I  (~1040-1214) ; Lambert II (? ?) ; Pons II (~1100-~1169) ;
- Lambert I de Rochebaron  (~1040-1214), seigneur de Rochebaron en 1184, chevalier. En 1213, le roi Philippe Auguste confisque le château et le donne à Robert de Mehun, sans doute à la suite de la révolte de la Famille parce qu'un des leurs, Brocard de Rochebaron, s'était fait destitué de sa charge d'évêque. Cette donation est appuyée par le pape Clément IV en 1264. L'affaire se tasse, mais les seigneurs de Rochebaron doivent rendre hommage aux comtes de Forez en 1325[réf. nécessaire] ;
- Pons II de Rochebaron (~1100-~1169), seigneur de Rochebaron, chevalier, marié à Gotolende de Baffie[Note 7] ;
- Pons III de Rochebaron (1215-1271), seigneur de Rochebaron, chevalier, marié avec Alaïs d'Allègre ;
- Briand de Rochebaron (1270-1311), seigneur de Rochebaron, chevalier, marié avec Jeanne d'Auvergne, puis avec  Agnès de Chatillon, puis avec Elise de Saint Nectaire ;
- Héracle (ou Héraclée - 1305-1362), baron, marié à Blaye de Douchanès ;
- Guigues de Rochebaron, baron, seigneur de Rochebaron, marié à Marguerite de Châteauneuf de Rochebonne ;
- Héracle II (ou Héraclée - 1376-1419), baron de Rochebaron, sénéchal de Beaucaire, marié à Marguerite du Buzet puis à Elide de la Rouë[Note 8]. Il est excommunié en 1406 par l'évêque de Mende à cause d'excès commis sur des clercs. Partisan des Bourguignons lors de la guerre de Cent Ans, il prend et pille Aurec ; fait des incursions dans l'Auvergne et le Gévaudan ; prend Serverette, qui doit être délivrée après un siège sanglant en 1419[réf. nécessaire]. Il se soumet ensuite au dauphin Charles après la paix du Ponceau ;
- Guigon de Rochebaron  (1400-1424), baron de Rochebaron, marié à Catherine de La Roche. C'est certainement lui qui en 1421, aidé de Bourguignons, assiège la ville du Puy, et ne pouvant la prendre ravage les environs. Il est le père de :
  - Artaud, chevalier de l'Ordre de Saint-Jean de Jérusalem,
  - Antoinette, qui épouse le 2 juin 1434 Louis de Chalencon-Polignac (1424-1480)[Note 9] ;
- Guillaume de Chalencon-Rochebaron (~1440-1521), fils d'Antoinette, baron de Rochebaron, marié à Madeleine de La Motte-Brion.

### De la Renaissance à 1789
- Claude (I) de Chalencon-Rochebaron (mort en 1529 dans les Guerres d'Italie), baron, seigneur de Livradois, chambellan du roi de France entre 1515 et 1529, marié le 27 janvier 1500 avec Suzanne de La Tour d'Auvergne.
- Claude (II) de Chalencon-Rochebaron (née vers 1505), baronne de Rochebaron, mariée le 26 juillet 1526 avec François-Martin d'Apchier, gentilhomme de la Chambre du Roi, commandant du Gévaudan lors des troubles de 1562.
- François de Chalencon-Rochebaron, fils de Claude (I) (~1505-~1560), baron de Rochebaron, seigneur de Livradois, marié le 11 juillet 1543 avec Jacqueline de Lévis. Il est coseigneur du fief d'Esplantas, pour lequel il rend hommage à Antoine duc de Lorraine et seigneur de Mercœur.
- François de Chalencon-Rochebaron (~1545-~1592), baron de Rochebaron, marié vers 1590 à Marguerite d'Aumont. Ils n'ont qu'une fille, Antoinette (II), qui épouse Claude d'Isserpent, dont elle aura trois filles.

### De 1789 à aujourd'hui
Le territoire fait partie du Comté de Forez du XIVe siècle jusqu'en 1789, et est rattaché l'année suivante au  département de la Haute-Loire.
Au XVIIIe siècle et durant la première partie du XIXe, la commune connaît une importante exploitation de son bois (principalement des sapins), qui est acheminé par flottage sur le fleuve jusqu'à Saint-Just-Saint-Rambert pour servir à la construction de bateaux.
Le village subit des crues catastrophiques en 1790, 1846, 1856, 1866, ce qui n'entrave cependant pas le développement des activités agricoles dans la plaine, principalement axées sur le maraîchage et la viticulture (jusqu'à la crise du Phylloxéra pour cette dernière).
Une gare est bâtie et est  ouverte au service en 1863 sur la  ligne ferroviaire Saint-Georges-d'Aurac - Saint-Étienne.
L'église Saint-Thyrse-et-Saint-Antoine-le-Grand, bâtie sur l'emplacement d'un édifice antérieur, est consacrée en 1888.
Bas devient Bas-en-Basset le 19 décembre 1958. Dans la seconde moitié du XXe siècle se développe le tourisme, matérialisé par l'implantation de deux campings, justifiant le surnom de « Petit Nice de la Haute-Loire ».

## Politique et administration

### Découpage territorial
La commune de Bas-en-Basset est membre de la communauté de communes Marches du Velay-Rochebaron, un établissement public de coopération intercommunale (EPCI) à fiscalité propre créé le 27 décembre 2016 dont le siège est à Monistrol-sur-Loire. Ce dernier est par ailleurs membre d'autres groupements intercommunaux.
Sur le plan administratif, elle est rattachée à l'arrondissement d'Yssingeaux, au département de la Haute-Loire, en tant que circonscription administrative de l'État, et à la région Auvergne-Rhône-Alpes.
Sur le plan électoral, elle dépend du canton de Bas-en-Basset pour l'élection des conseillers départementaux, depuis le redécoupage cantonal de 2014 entré en vigueur en 2015, et de la première circonscription de la Haute-Loire   pour les élections législatives, depuis le redécoupage électoral de 1986.

### Élections municipales et communautaires

#### Élections de 2020
| Tête de liste | Tête de liste              | Suffrages | Pourcentage | CM | CC |
| ------------- | -------------------------- | --------- | ----------- | -- | -- |
|               | Guy Jolivet                | 925       | 54,22 %     | 21 | 6  |
|               | Paul Bourgin-Barel         | 397       | 23,27 %     | 3  | 1  |
|               | Christine Fournier-Chollet | 384       | 22,5 %      | 3  | 0  |

Le conseil municipal de Bas-en-Basset, commune de plus de 1 000 habitants, est élu au scrutin proportionnel de liste à deux tours (sans aucune modification possible de la liste), pour un mandat de six ans renouvelable. Compte tenu de la population communale, le nombre de sièges à pourvoir lors des élections municipales de 2020 est de 27. Les vingt-sept conseillers municipaux sont élus au second tour avec un taux de participation de 49,54 %, se répartissant en vingt et un issus de la liste conduite par Guy Jolivet, trois issus de celle de Paul Bourgin-Barel et trois issus de celle de Christine Fournier-Chollet.
Guy Jolivet est élu nouveau maire de la commune le 3 juillet 2020.
Les sept sièges attribués à la commune au sein du conseil communautaire de la communauté de communes Marches du Velay-Rochebaron se répartissent en : liste de Guy Jolivet (6) et liste de Paul Bourgin-Barel (1).

#### Liste des maires
| Période                                  | Période   | Identité       | Étiquette | Qualité                                                                                          |
| ---------------------------------------- | --------- | -------------- | --------- | ------------------------------------------------------------------------------------------------ |
| Les données manquantes sont à compléter. |           |                |           |                                                                                                  |
| mars 1971                                | mars 1989 | Urbain Martin  | UDF-PR    | Responsable d'agence bancaire Conseiller général (1982-2001)                                     |
| mars 1989                                | mars 2014 | Joseph Chapuis | DVD       | Agriculteur Conseiller général (2001-2015) puis départemental (2015-) du canton de Bas-en-Basset |
| mars 2014                                | 2020      | Gilles David   | DVD       | Retraité                                                                                         |
| 2020                                     | En cours  | Guy Jolivet    | DVD       | Cadre retraité de l'industrie, conseiller départemental depuis 2021                              |

### Jumelages
- Fabro (Italie).

## Population et société

### Démographie

#### Évolution démographique
L'évolution du nombre d'habitants est connue à travers les recensements de la population effectués dans la commune depuis 1793. Pour les communes de moins de 10 000 habitants, une enquête de recensement portant sur toute la population est réalisée tous les cinq ans, les populations de référence des années intermédiaires étant quant à elles estimées par interpolation ou extrapolation. Pour la commune, le premier recensement exhaustif entrant dans le cadre du nouveau dispositif a été réalisé en 2006.

En 2022, la commune comptait 4 631 habitants, en évolution de +6,44 % par rapport à 2016 (Haute-Loire : +0,36 %, France hors Mayotte : +2,11 %).
| 1793  | 1800  | 1806  | 1821  | 1831  | 1836  | 1841  | 1846  | 1851  |
| ----- | ----- | ----- | ----- | ----- | ----- | ----- | ----- | ----- |
| 4 961 | 5 098 | 5 388 | 5 308 | 5 524 | 5 418 | 5 788 | 6 199 | 3 386 |

| 1856  | 1861  | 1866  | 1872  | 1876  | 1881  | 1886  | 1891  | 1896  |
| ----- | ----- | ----- | ----- | ----- | ----- | ----- | ----- | ----- |
| 3 000 | 3 189 | 3 141 | 3 022 | 3 067 | 3 074 | 3 093 | 3 040 | 2 940 |

| 1901  | 1906  | 1911  | 1921  | 1926  | 1931  | 1936  | 1946  | 1954  |
| ----- | ----- | ----- | ----- | ----- | ----- | ----- | ----- | ----- |
| 2 928 | 3 002 | 2 862 | 2 674 | 2 602 | 2 611 | 2 524 | 2 218 | 2 112 |

| 1962  | 1968  | 1975  | 1982  | 1990  | 1999  | 2006  | 2011  | 2016  |
| ----- | ----- | ----- | ----- | ----- | ----- | ----- | ----- | ----- |
| 2 178 | 2 280 | 2 303 | 2 521 | 2 955 | 3 344 | 3 875 | 4 232 | 4 351 |

| 2021  | 2022  | - | - | - | - | - | - | - |
| ----- | ----- | - | - | - | - | - | - | - |
| 4 546 | 4 631 | - | - | - | - | - | - | - |

#### Pyramide des âges
En 2018, le taux de personnes d'un âge inférieur à 30 ans s'élève à 31,3 %, soit au-dessus de la moyenne départementale (31 %). À l'inverse, le taux de personnes d'âge supérieur à 60 ans est de 29,1 % la même année, alors qu'il est de 31,1 % au niveau départemental.
En 2018, la commune comptait 2 124 hommes pour 2 244 femmes, soit un taux de 51,37 % de femmes, légèrement supérieur au taux départemental (50,87 %).
Les pyramides des âges de la commune et du département s'établissent comme suit.
| Hommes | Classe d’âge | Femmes |
| ------ | ------------ | ------ |
| 0,6    | 90 ou +      | 2,1    |
| 7,9    | 75-89 ans    | 12,2   |
| 18,3   | 60-74 ans    | 16,9   |
| 22,3   | 45-59 ans    | 20,9   |
| 18,8   | 30-44 ans    | 17,2   |
| 13,8   | 15-29 ans    | 12,9   |
| 18,3   | 0-14 ans     | 17,7   |

| Hommes | Classe d’âge | Femmes |
| ------ | ------------ | ------ |
| 0,9    | 90 ou +      | 2,5    |
| 8,4    | 75-89 ans    | 11,7   |
| 20,4   | 60-74 ans    | 20,5   |
| 21,3   | 45-59 ans    | 20,3   |
| 16,8   | 30-44 ans    | 16,3   |
| 15,2   | 15-29 ans    | 13,2   |
| 17     | 0-14 ans     | 15,6   |

### Sports
- Stade René-David.
- Court(s) de tennis.
- Trois terrains de football d'entraînement.
- Une salle municipale et une salle des fêtes.
- Un gymnase.
- Un club de volley-ball.

## Économie
La commune possède trois zones industrielles :
- ZI de la Gare ;
- ZI du Patûral ;
- ZI du Pré du Milieu.

L'essentiel de l'activité économique de la commune repose sur les domaines de la plasturgie et de l'industrie mécanique.
Les entreprises artisanales sont aussi très présentes dans la commune.
Le secteur primaire est lui aussi bien représenté.

### Revenus
En 2018, la commune compte 1 945 ménages fiscaux, regroupant 4 482 personnes. La médiane du revenu disponible par unité de consommation est de 22 050 € (20 800 € dans le département). 47 % des ménages fiscaux sont imposés (42,8 % dans le département).

### Emploi
| Division       | 2008  | 2013  | 2018  |
| -------------- | ----- | ----- | ----- |
| Commune        | 5,6 % | 6,5 % | 7,1 % |
| Département    | 6,3 % | 7,7 % | 7,7 % |
| France entière | 8,3 % | 10 %  | 10 %  |

En 2018, la population âgée de 15 à 64 ans s'élève à 2 597 personnes, parmi lesquelles on compte 76,3 % d'actifs (69,3 % ayant un emploi et 7,1 % de chômeurs) et 23,7 % d'inactifs,. Depuis 2008, le taux de chômage communal (au sens du recensement) des 15-64 ans est inférieur à celui de la France et du département.
La commune fait partie de la couronne de l'aire d'attraction de Saint-Étienne, du fait qu'au moins 15 % des actifs travaillent dans le pôle,. Elle compte 1 152 emplois en 2018, contre 1 013 en 2013 et 882 en 2008. Le nombre d'actifs ayant un emploi résidant dans la commune est de 1 811, soit un indicateur de concentration d'emploi de 63,6 % et un taux d'activité parmi les 15 ans ou plus de 55,7 %.
Sur ces 1 811 actifs de 15 ans ou plus ayant un emploi, 460 travaillent dans la commune, soit 25 % des habitants. Pour se rendre au travail, 88,9 % des habitants utilisent un véhicule personnel ou de fonction à quatre roues, 2,8 % les transports en commun, 4,8 % s'y rendent en deux-roues, à vélo ou à pied et 3,5 % n'ont pas besoin de transport (travail au domicile).

### Activités hors agriculture
306 établissements sont implantés  à Bas-en-Basset au 31 décembre 2019. Le tableau ci-dessous en détaille le nombre par secteur d'activité et compare les ratios avec ceux du département,.
| Secteur d'activité                                                                                        | Commune | Commune | Département |
| Secteur d'activité                                                                                        | Nombre  | %       | %           |
| --- | ------- | ------- | ----------- |
| Ensemble                                                                                                  | 306     | 100 %   | (100 %)     |
| Industrie manufacturière, industries extractives et autres                                                | 37      | 12,1 %  | (14,2 %)    |
| Construction                                                                                              | 63      | 20,6 %  | (13,9 %)    |
| Commerce de gros et de détail, transports, hébergement et restauration                                    | 71      | 23,2 %  | (28,8 %)    |
| Information et communication                                                                              | 2       | 0,7 %   | (1,9 %)     |
| Activités financières et d'assurance                                                                      | 9       | 2,9 %   | (4,4 %)     |
| Activités immobilières                                                                                    | 13      | 4,2 %   | (3,9 %)     |
| Activités spécialisées, scientifiques et techniques et activités de services administratifs et de soutien | 39      | 12,7 %  | (11,6 %)    |
| Administration publique, enseignement, santé humaine et action sociale                                    | 41      | 13,4 %  | (13,3 %)    |
| Autres activités de services                                                                              | 31      | 10,1 %  | (8 %)       |

Le secteur du commerce de gros et de détail, des transports, de l'hébergement et de la restauration est prépondérant sur la commune puisqu'il représente 23,2 % du nombre total d'établissements de la commune (71 sur les 306 entreprises implantées  à Bas-en-Basset), contre 28,8 % au niveau départemental.
Les cinq entreprises ayant leur siège social sur le territoire communal qui génèrent le plus de chiffre d'affaires en 2020 sont : 
- Industrial Packaging Solutions, fabrication de plaques, feuilles, tubes et profilés en matières plastiques (42 044 k€)
- Stimm, fabrication de machines pour l'extraction ou la construction (10 522 k€)
- Thermaflu, installation de structures métalliques, chaudronnées et de tuyauterie (7 205 k€)
- Energeco, travaux d'installation d'équipements thermiques et de climatisation (3 798 k€)
- Massard Et Cie, fabrication de vis et de boulons (2 611 k€)

### Agriculture
La commune fait partie de la région agricole dénommée « monts du Forez ». En 2010, l'orientation technico-économique de l'agriculture  sur la commune est la production de bovins, orientation élevage et viande.
|                                   | 1988  | 2000 | 2010 |
| --------------------------------- | ----- | ---- | ---- |
| Exploitations                     | 89    | 47   | 36   |
| Superficie agricole utilisée (ha) | 1 724 | 1435 | 1378 |

Le nombre d'exploitations agricoles en activité et ayant leur siège dans la commune est passé de 89 en 1988 à 47 en 2000 puis à 36 en 2010, soit une baisse de 60 % en 22 ans. Le même mouvement est observé à l'échelle du département qui a perdu pendant cette période 43 % de ses exploitations. La surface agricole utilisée sur la commune a également diminué, passant de 1 724 ha en 1988 à 1 378 ha en 2010. Parallèlement la surface agricole utilisée moyenne par exploitation a augmenté, passant de 19 à 38 ha.

## Culture locale et patrimoine

### Lieux et monuments
- Église Saint-Thyrse de style roman.
- La croix de Bas-en-Basset, dans le cimetière, inscrite au titre des monuments historiques par arrêté du 11 juin 1930[45].
- La croix des Marronniers.
- Béate de Basset.
- Château de Rochebaron. Dominant toute la plaine de Bas-en-Basset, il est un lieu de tourisme local, et accueille parfois des manifestations culturelles. Classé au titre des monuments historiques par arrêté du 11 décembre[46].
- Maison Girard, classée au titre des monuments historiques par arrêté du 21 décembre 2010 et déclassée par décret du 25 avril 2017[47].

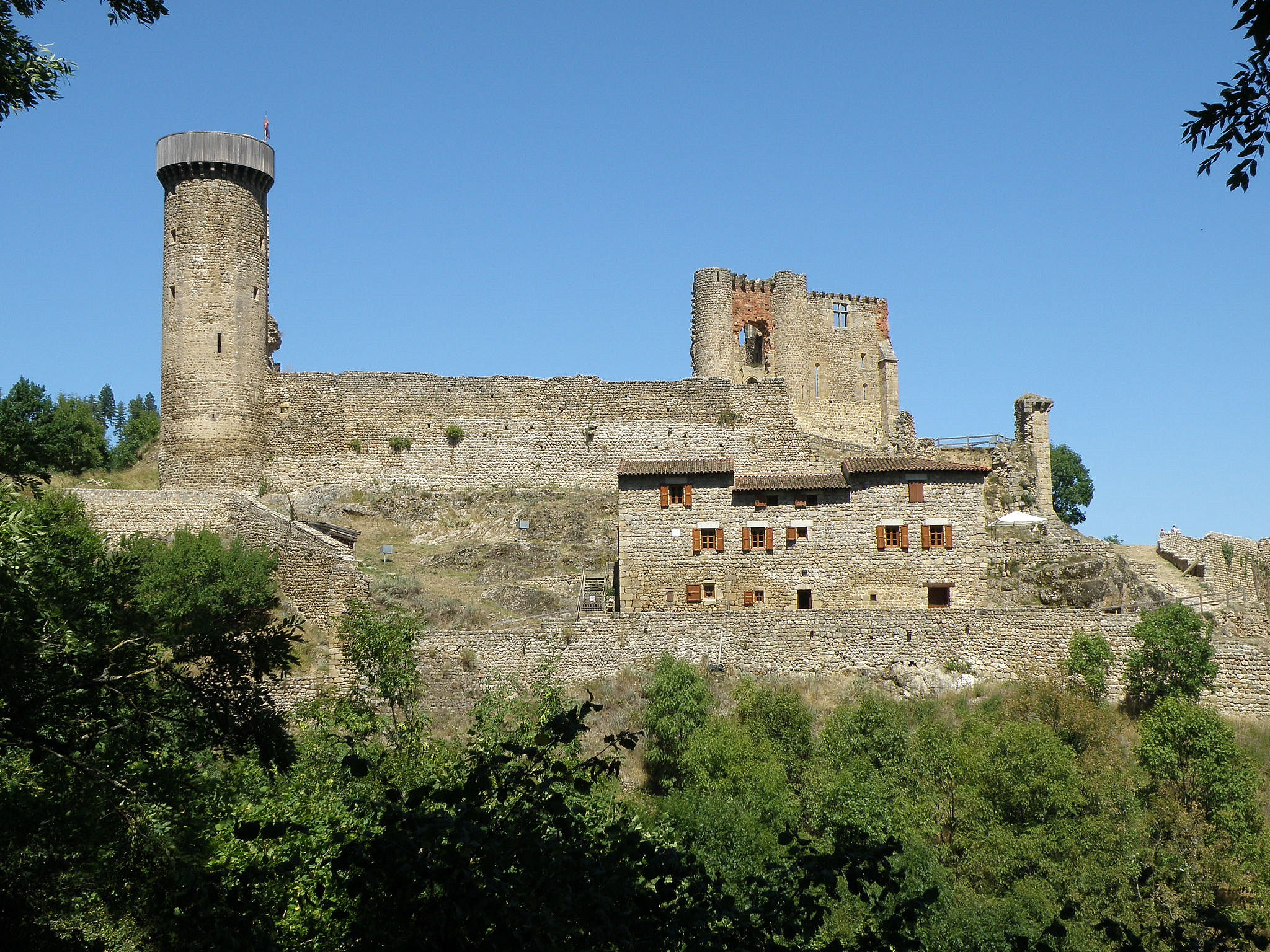
Vue générale du château de Rochebaron.
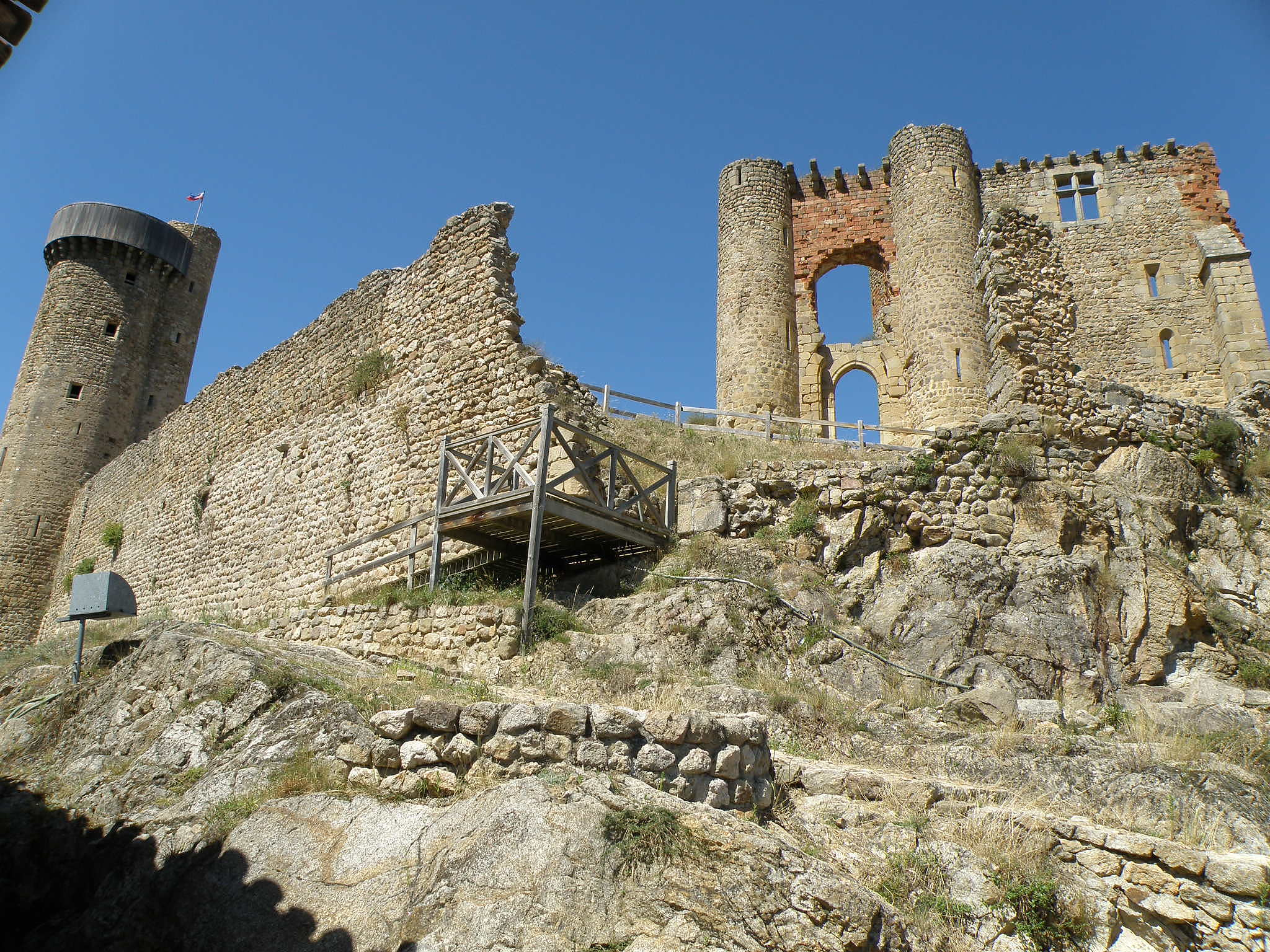
Tour ronde du château de Rochebaron (à gauche, parfois appelée donjon, avec sa tourelle d'escalier) et le complexe porterie/chapelle (à droite).
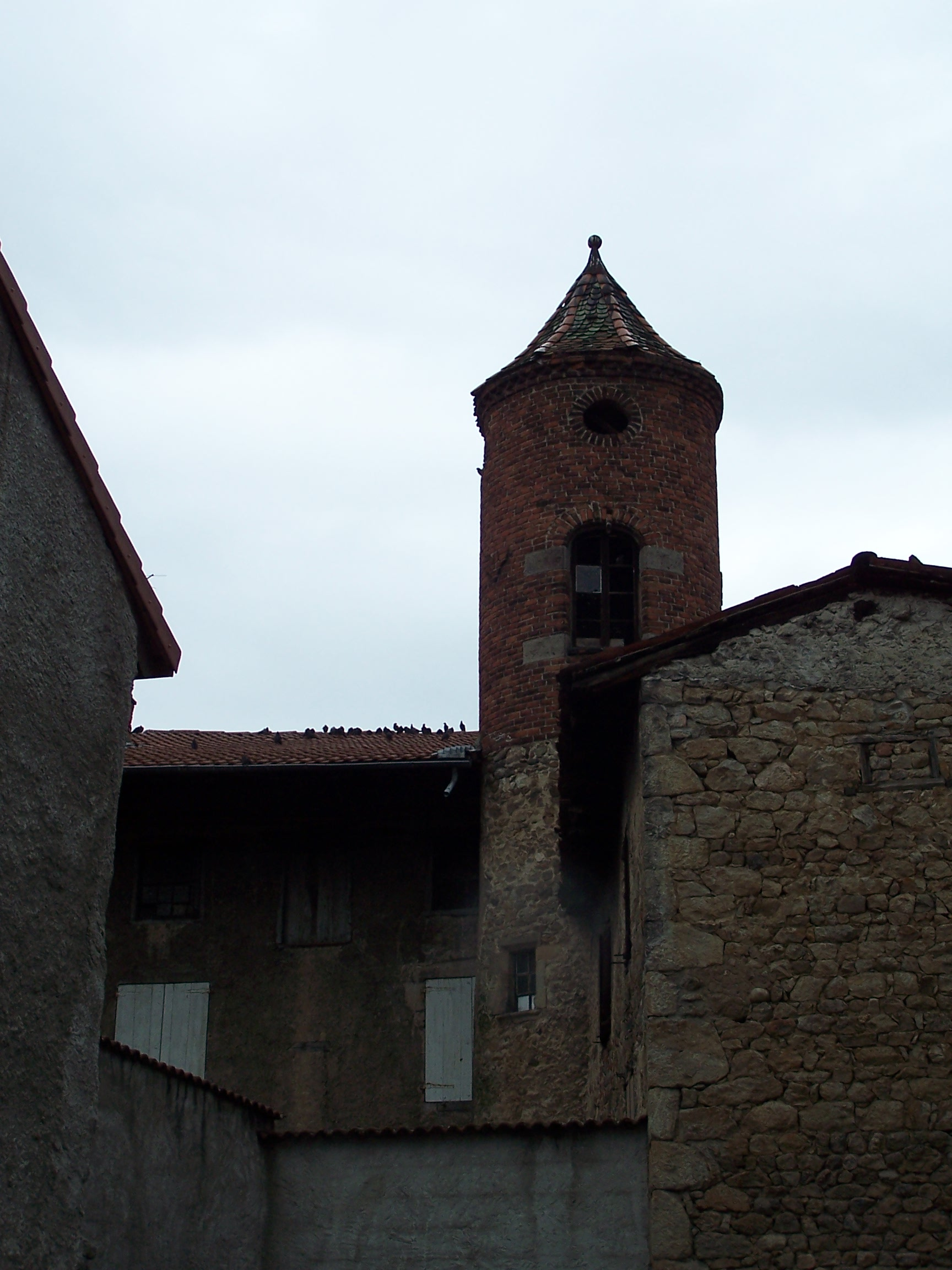
Tour rehaussée de brique.
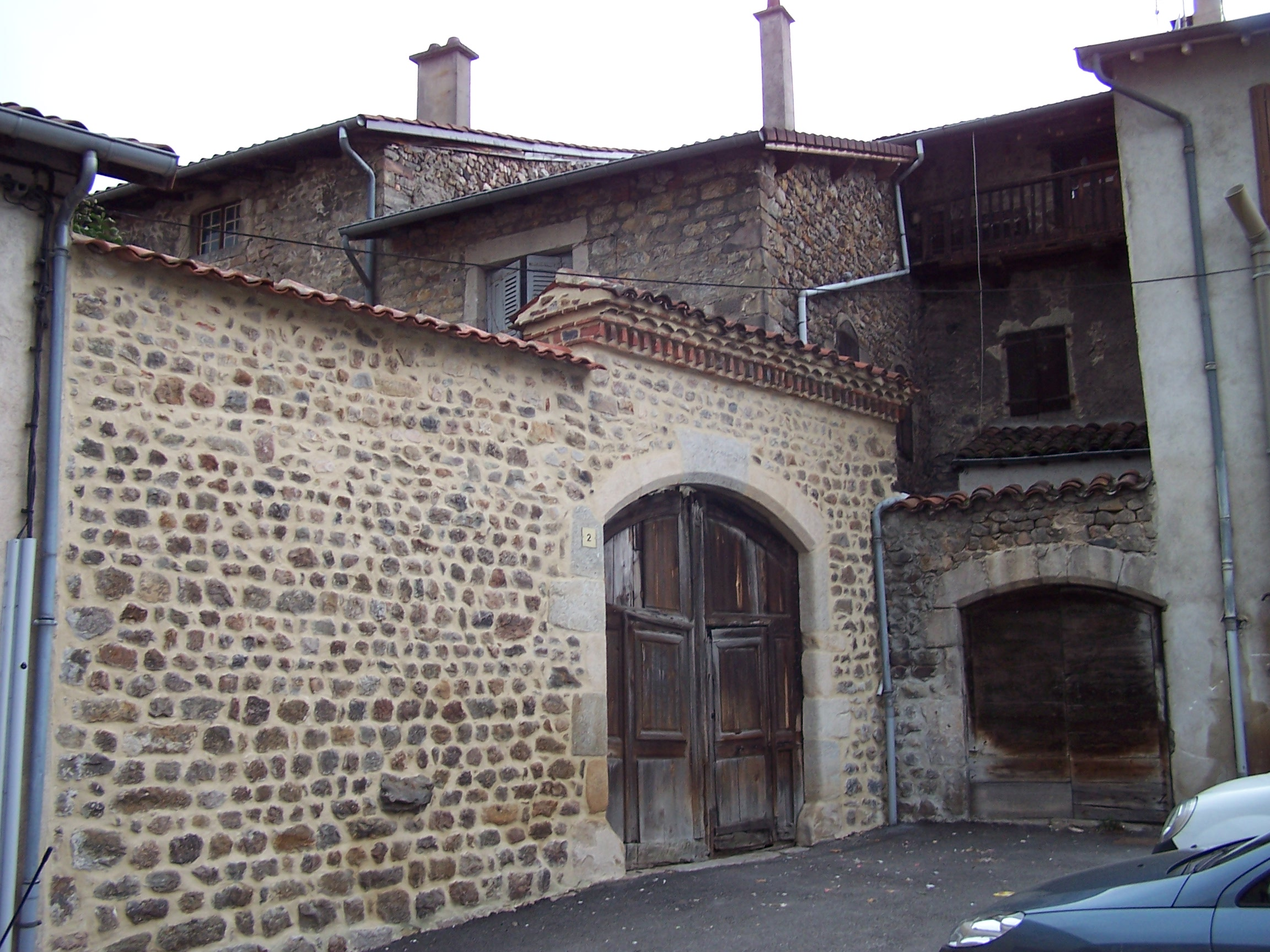
Porte charretière dans le bourg.
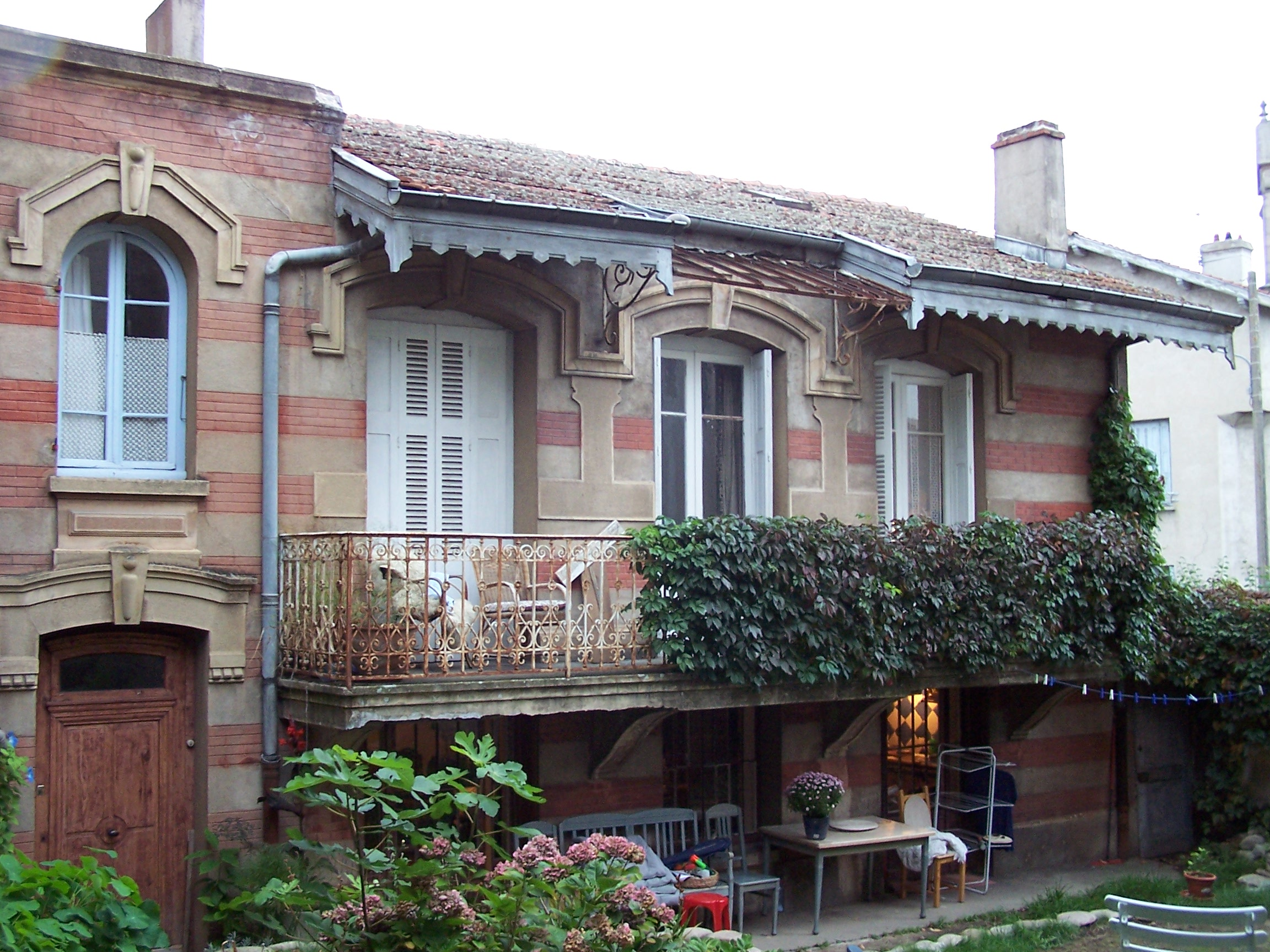
Maison Girard[Note 17], démolie en 2018.
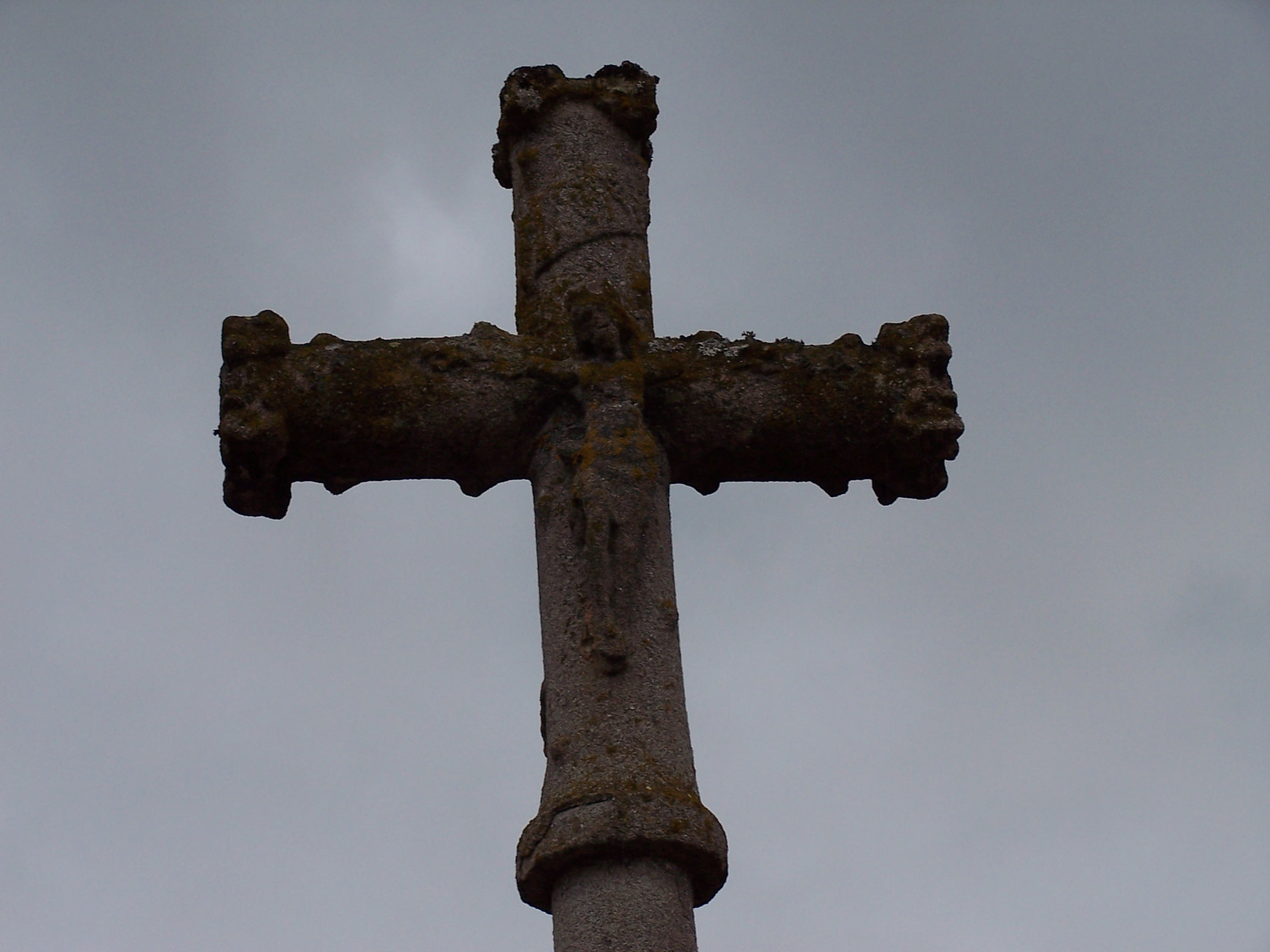
Croix de Bas-en-Basset inscrite aux monuments historiques.

### Personnalités liées à la commune
- Hyacinthe-Jean Chassagnon, évêque d'Autun, Chalon et Mâcon à partir de 1922, né à Bas-en-Basset le 10 janvier 1864 (mort à Autun en 1940).

### Héraldique
| Blason de Bas-en-Basset | Blason  | De gueules à une amphore romaine d'or (couronne de trois tours). |
| Blason de Bas-en-Basset | Détails | Le statut officiel du blason reste à déterminer.                 |